# Jūnihitoe

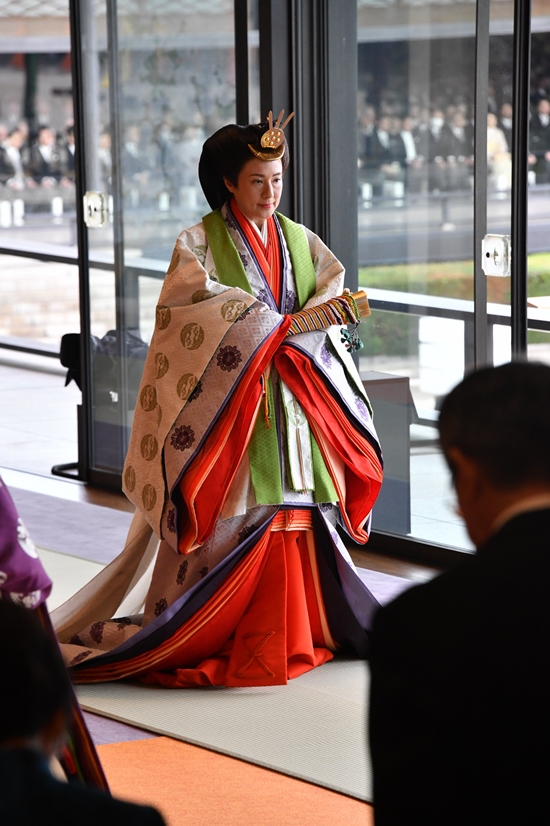
L'Imperatrice Masako con uno jūnihitoe all'incoronazione del marito, l'Imperatore Naruhito, 22 ottobre 2019.

Il jūnihitoe (十二単, "dodici strati"?) anche conosciuto col nome di itsutsuginu-karaginu-mo (五衣唐衣裳?) è una tipologia estremamente elegante e complessa di kimono che veniva indossato soltanto dalle donne di corte in Giappone. È apparso intorno al X secolo, nel periodo Heian. Letteralmente il nome dell'indumento significa veste di dodici strati. Gli strati sono indumenti di seta posti uno sull'altro. Il peso complessivo dell'indumento può arrivare a venti chilogrammi.
Lo strato più interno è fatto di seta bianca ed è seguito da dieci strati di indumenti con vari nomi che vengono poi chiusi da uno strato finale o un cappotto. Gli abbinamenti e i colori degli strati del jūnihitoe sono molto importanti dato che indicano il gusto e il grado della donna. Alcuni colori hanno nomi poetici come "susino in fiore primaverile". L'unico punto in cui sono visibili tutti i vari livelli di indumenti sono le maniche e il collo.
Un importante accessorio da abbinare al jūnihitoe è un ventaglio molto elaborato che veniva usato sia per rinfrescarsi che per comunicare, dato che ad una donna non era permesso parlare con un uomo che non facesse parte della corte. La comunicazione avveniva infatti attraverso degli schermi chiamati sudare e l'uomo intravedeva soltanto le maniche del jūnihitoe. Questa pratica era molto usata nel periodo Heian ed è stata descritta minuziosamente nell'opera Genji monogatari.
Il movimento in questo indumento è molto limitato dato il peso. Le donne infatti talvolta dormivano nei loro jūnihitoe, usandoli come una sorta di pigiama. I vari strati potevano essere tolti o tenuti, a seconda della stagione e della temperatura. Durante il periodo Muromachi, comunque, il jūnihitoe venne ridotto a cinque strati.
Al giorno d'oggi il jūnihitoe può essere visto soltanto nei musei o nei film. La produzione di questo indumento è pressoché cessata. Queste vesti non hanno prezzo, essendo i più costosi in assoluto tra gli abiti tradizionali giapponesi. Soltanto la casa imperiale giapponese li usa ancora in alcune importanti cerimonie. L'imperatrice Michiko ha indossato un jūnihitoe alla cerimonia di ascesa al trono di suo marito, l'imperatore Akihito nel 1990, così come l'imperatrice Masako al suo matrimonio con l'allora erede al trono, nel 1993, e successivamente alla cerimonia di incoronazione di suo marito nel 2019. Anche le loro dame di compagnia indossarono un jūnihitoe in occasione delle ascensioni, sebbene in una forma modificata tipica del periodo Edo e non del periodo Heian.